# April O’Neil (aktorka)
April O’Neil (ur. 7 kwietnia 1987 w Phoenix) – amerykańska modelka i aktorka pornograficzna.

## Życiorys

### Wczesne lata
Urodziła się w Phoenix w stanie Arizona. Jej matki pochodziła z Meksyku. Jej babka ze strony ojca była pochodzenia żydowskiego i nikaraguańskiego, a rodzice jej dziadka pochodzili z Niemiec. Kilka tygodni po ukończeniu szkoły średniej, przeprowadziła się do New Jersey, a następnie po czterech miesiącach powróciła do Arizony. W grudniu 2007 przeniosła się do Los Angeles w Kalifornii i przez pół roku pracowała jako recepcjonistka. 

### Kariera
O’Neil w 2008 początkowo używała swojego konta na platformie Tumblr do publikowania  memów głównie z brytyjskiego serialu Doktor Who (Doctor Who), a później zaczęła publikować swoje nagie prace. Wierzyła, że jej rozgłos wynikał z tych postów. Kiedy platforma Tumblr zaczęła cenzurować konta pod kątem treści dla dorosłych, miała ugruntowaną karierę wykonawczyni i przeniosła się na inne platformy.
We wrześniu 2008 poznała aktorkę porno Kylee Reese, która pomogła jej w dostać się do branży porno. Jako fanka popularnego komiksu Wojownicze Żółwie Ninja, przyjęła pseudonim artystyczny na cześć reporterki April O’Neil, jednej z głównych bohaterek kreskówki. Pierwszy film z jej udziałem nagrano w kwietniu 2009. 
W 2011 była nominowana do XBIZ Award w kategorii „Nowa gwiazdka roku”, a rok później do AVN Award w kategoriach: „Najlepsza złośnica”  i „Najlepsza scena seksu - chłopak / dziewczyna” w Legs Up Hose Down (2011) z Jamesem Deenem. W 2013 tygodnik „LA Weekly” umieścił ją na dziesiątym miejscu na liście „10 innowacyjnych gwiazd porno, które mogłyby być następczynią Sashy Grey”.
Gościła w filmie dokumentalnym Deborah Anderson Aroused (2013) jako jedna z szesnastu aktorek pornograficznych.

## Życie prywatne
April O’Neil określiła siebie jako osobę biseksualną. Została matką.
Jako zapalony gracz w flippery, regularnie rywalizowała w lidze w salonie gier w Los Angeles.

## Nagrody i nominacje
| Rok  | Nagroda                     | Kategoria                                                       | Film                                                         | Inni wykonawcy                 | Rezultat  |
| ---- | --------------------------- | --------------------------------------------------------------- | ------------------------------------------------------------ | ------------------------------ | --------- |
| 2011 | XBIZ Award                  | Nowa gwiazdka roku                                              | –                                                            | –                              | Nominacja |
| 2012 | AVN Award                   | Najlepsza scena seksu - chłopak / dziewczyna                    | Legs Up Hose Down (2011)                                     | James Deen                     | Nominacja |
| 2012 | AVN Award                   | Najlepsza złośnica                                              | Legs Up Hose Down (2011)                                     | –                              | Nominacja |
| 2013 | Spank Bank Technical Awards | Zdzirowata szwaczka                                             | –                                                            | –                              | Wygrana   |
| 2013 | AVN Award                   | Królowa Twittera - nagroda fanów                                | –                                                            | –                              | Wygrana   |
| 2013 | AVN Award                   | Najlepsza scena seksu grupowego samych dziewczyn                | Buffy the Vampire Slayer XXX (2012)                          | Ash Hollywood i Amber Rayne    | Nominacja |
| 2013 | XBIZ Award                  | Najlepsza scena seksu samych dziewczyn                          | Buffy the Vampire Slayer XXX (2012)                          | Ash Hollywood i Amber Rayne    | Nominacja |
| 2013 | XBIZ Award                  | Najlepsza aktorka drugoplanowa                                  | The Godfather XXX (2012)                                     | –                              | Nominacja |
| 2013 | XBIZ Award                  | Najlepsza scena w parodii                                       | The Godfather XXX (2012)                                     | Tommy Pistol                   | Nominacja |
| 2014 | AVN Award                   | Najlepsza scena seksu triolizmu - dziewczyna/dziewczyna/chłopak | Chance Encounters (2013)                                     | Dani Daniels i Erik Everhard   | Nominacja |
| 2014 | XBIZ Award                  | Najlepsza scena w parze                                         | Chance Encounters (2013)                                     | Dani Daniels i Erik Everhard   | Nominacja |
| 2014 | XBIZ Award                  | Najlepsza wykonawczyni w scenach typu dziewczyna/dziewczyna     | –                                                            | –                              | Wygrana   |
| 2015 | AVN Award                   | Nagroda fanów: Najlepsze piersi                                 | –                                                            | –                              | Nominacja |
| 2017 | XBIZ Award                  | Najlepsza scena w parodii                                       | Ten Inch Mutant Ninja Turtles And Other Porn Parodies (2016) | Ela Darling i Michael Vegas    | Nominacja |
| 2017 | AVN Award                   | Najlepsza aktorka drugoplanowa                                  | Ten Inch Mutant Ninja Turtles And Other Porn Parodies (2016) | –                              | Nominacja |
| 2019 | XBiz Awards                 | Najlepsza scena seksu w komedii                                 | Vencum (2018)                                                | Tommy Pistol                   | Nominacja |
| 2019 | XBiz Awards                 | Najlepsza scena seksu samych dziewczyn                          | Fantasy Factory: Wastelands (2018)                           | Kenna James                    | Nominacja |
| 2019 | AVN Award                   | Najlepsza scena seksu grupowego samych dziewczyn                | Fantasy Factory: Wastelands (2018)                           | Abigail Mac i Kenna James      | Nominacja |
| 2019 | AVN Award                   | Najlepsza aktorka drugoplanowa                                  | Fantasy Factory: Wastelands (2018)                           | –                              | Nominacja |
| 2019 | AVN Award                   | Najbardziej oburzająca scena seksu                              | Frosty the Snowjob (2018)                                    | AJ i Robby Echo                | Nominacja |
| 2020 | XBiz Awards                 | Najlepsza scena seksu w komedii                                 | Red Dead Erection (2019)                                     | Codey Steele                   | Nominacja |
| 2020 | AVN Award                   | Nagroda fanów: najbardziej spektakularne piersi                 | –                                                            | –                              | Nominacja |
| 2020 | AVN Award                   | Najbardziej oburzająca scena seksu                              | Area 51 Sex Tape (2019)                                      | Lauren Phillips i Tommy Pistol | Nominacja |